# 중국성역량
중국성역량(중국어 간체자: 中国星力量, 정체자: 中國星力量, 병음: Zhōng guó xīng lì liàng 중궈싱리량[*], 한자음: 중국성역량, 영어: C-pop Star)은 중국의 산둥 TV에서 방영된 오디션 프로그램으로, 대한민국의 오디션 프로그램 《K-POP STAR》의 중국 리메이크 작품이다. K팝스타 3 Top18 출신인 야오 웨이 타오가 Top10에 오른 바 있다.